# Parafia Matki Bożej Różańcowej w Iwcu
Parafia Matki Bożej Różańcowej w Iwcu – parafia rzymskokatolicka, znajdująca się w diecezji pelplińskiej, w dekanacie Lubiewo.